# (199763) Davidgregory
(199763) Davidgregory est un astéroïde de la ceinture principale.

## Description
(199763) Davidgregory est un astéroïde de la ceinture principale. Il fut découvert le 1er mai 2006 à Mauna Kea par Paul Wiegert. Il présente une orbite caractérisée par un demi-grand axe de 3,15 UA, une excentricité de 0,12 et une inclinaison de 0,6° par rapport à l'écliptique.

## Compléments